# كوتن كولسن
كوتن كولسن (بالإنجليزية: Cotton Coulson)‏ هو مصور أمريكي، ولد في 1952، وتوفي في 27 مايو 2015.